# 天狗缶詰
天狗缶詰株式会社（てんぐかんづめ）は、愛知県名古屋市中区金山一丁目に本社を置く業務用・給食用缶詰を製造する企業。

## 概要
1923年（大正12年）、野菜の仲買人だった伊藤徳次郎が創業した。現在も創業者一族が経営する同族会社で現社長は4代目。社名は鼻の高かった徳次郎の容貌から取られたという。
本業はあくまでも業務用・給食用缶詰、レトルト食品の製造・輸入・販売だが、自動販売機用おでん缶を製造している事でその名を知られるようになった。その後コンニャクを麺に使ったスープパスタやらーめん缶を開発した。2009年時点での年商は100億円余に達する。

## 営業拠点

### 工場
- 白鳥工場（愛知県豊川市白鳥町）
- 三河工場（愛知県豊川市御津町佐脇浜）
- 配送センター（愛知県豊川市御津町佐脇浜）

### 営業所
- 札幌
- 仙台
- 東京
- 名古屋
- 大阪
- 広島
- 福岡